# Maen Madoc

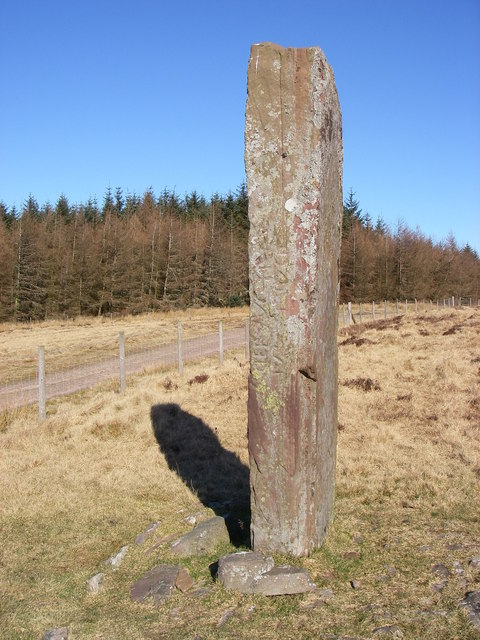
Maen Madoc

Der Maen Madoc oder Maen Madog Stone ist ein Menhir (walisisch Maen hir – englisch Standing stone), der neben der Römerstraße Sarn Helen steht, die über die Brecon Beacons führt. 
Er steht etwa zwei Kilometer nördlich von Ystradfellte bei Aberdare in Glamorgan in Wales und ist etwa 2,7 Meter hoch. Die Basis des Steins ist von tief eingebetteten Steinen umgeben. Obwohl der Stein nach einem gewissen Madoc benannt ist, ist nichts über ihn bekannt. Es wird angenommen, dass er ein christliches Begräbnis markiert.
Der Stein trägt auf einer Seite die lateinische Inschrift: DERVACI FILIVS IVSTI IC IACIT – „Dervacus, Sohn des Justus, liegt hier“. Die Inschrift ist auf dem schmalen Stein in zwei Reihen vertikal ausgerichtet. Wahrscheinlich hat dies dazu geführt, dass die Buchstaben uneinheitlich ausgerichtet sind. D und S erscheinen in Spiegelschrift, A und T stehen auf dem Kopf, F und I sind verbunden (Ligatur), I am Ende eines Wortes wird horizontal dargestellt, wohl auch, um die Trennung der Wörter darzustellen. Die Buchstaben I und L sowie das auf dem Kopf stehende T sind schwer voneinander zu unterscheiden, die Interpretation ist unter den Epigraphikern jedoch einheitlich.
Es ist möglich, dass der Maen Madoc selbst einen viel älteren Ursprung hat und vielleicht in der Bronzezeit aufgerichtet wurde.